# Edvin Murati
Edvin Murati (Tirana, 12 de novembre, 1975) és un futbolista albanès retirat. Jugà a Panserraikos i Iraklis Salònica F.C. a Grècia. També va jugar a França, Alemanya, i a la selecció albanesa. Amb aquesta disputà 41 partits.